# Newton OS
Newton OS byl operační systém používaný PDA Apple Newton vyráběným v letech 1993 – 1997 společností Apple Inc.. Byl kompletně napsán C++ a ořezaný a optimalizovaný pro co nejmenší náročnost výkon a efektivní využití paměti. Obdobně jako první Apple Macintosh měl některé aplikace nahrané přímo v paměti ROM pro ušetření místa pro programy uživatele.
Systém se přestal vyvíjet s ukončením výroby Newtonů.

## Vlastnosti
Systém mimo jiné obsahoval některé vlastnosti, které se na Macintoshích objevily až s příchodem Mac OS X, například rozpoznávání psaní rukou.
- Zvuková odezva – při kliknutí do menu či na ikonu systém reagoval zvukem, toto se v Mac OS objevilo až s verzí Mac OS 8.
- Ikony – podobně jako u desktopu Macintoshe, Newton OS používá ikony ke spuštění aplikací.
- Záložky dokumentů – podobně jako záložky u dnešních prohlížečů, Newton OS zobrazoval záložky dokumentů v pravém horní rohu displeje.
- Otáčení displeje – Newton OS mohl otočit displej pro lehčí práci s kreslením či prací s textem.
- Soubor dokumentů – poznámky a kresby je možné kategorizovat. Např. Zábava, Pracovní, Osobní atd,
- Tisk dokumentů – dokumenty lze z Newton vytisknout.
- Posílání dokumentů – dokumenty lze také zaslat na jiného Newtona přes infračervený port nebo odeslána přes internet prostřednictvím e-mailu nebo faxu.

## Základní software, který byl dodáván s Newton OS
- Works – A program pro kreslení a zpracování textu.
- Notes – Používané pro seznamy, jakož i kreslení a psaní ve stejném programu, buď s klávesnici Newtonu nebo s dotykovým perem.
- Dates – Kalendář, kde si můžete naplánovat schůzky a další speciální akce.
- Names – Program pro ukládání rozsáhlých kontaktních informaci flexibilního formátu.
- Formulas – program, který nabízí metrické konverze, konverze měny, kalkulačka půjček & hypoték atd.
- Calculator – základní kalkulačka s druhou odmocninu, procenty, MR, M + M-funkcí a další základní funkce.
- Clocks – malé plovoucí okno, která je známa jako desktop příslušenství pro počítače Macintosh. Newton hodiny také zahrnují funkce budíku, stopek a data.

## NewtonScript
Newton OS používá aplikace v C++ spolu s uživatelsky přátelským jazykem NewtonScript. Tyto aplikace jsou uloženy v balíčcích. NewtonScript je stejně snadný jako AppleScript a obsahuje několik funkcí, které ho tvoří mnohem schopnější než AppleScript.